# Virginia City (Texas)
Virginia City è una città fantasma degli Stati Uniti d'America della contea di Bailey nello Stato del Texas.

## Storia
La città fu fondata il 13 marzo 1909 da Matthew C. Vaughn e Samuel D. McCloud su terre che furono acquistate nello stesso anno da una società immobiliare dell'Iowa; nonostante i tentativi di attirare dei compratori dei lotti, l'impresa non ebbe successo e quattro anni dopo il sito, ove erano già stati costruiti un albergo e alcuni negozi, fu completamente abbandonato.